# Bargème
Bargème ist eine südfranzösische Gemeinde mit 214 Einwohnern (Stand 1. Januar 2022) im Département Var in der Region Provence-Alpes-Côte d’Azur. Sie gehört zum Arrondissement Draguignan und ist Mitglied im Gemeindeverband Dracénie Provence Verdon Agglomération. Die Bewohner werden Bargémois und Bargémoises genannt.
Von der Vereinigung Les Plus Beaux Villages de France wurde das Bergdorf in die Liste der schönsten Dörfer Frankreichs aufgenommen.

## Geographie
Bargème liegt in der Provence, etwa 23 Kilometer nordnordöstlich von Draguignan, etwa fünf Kilometer ostnordöstlich von Comps-sur-Artuby und etwa 14 Kilometer südsüdöstlich von Castellane auf einem felsigen Hügel. Mit einer durchschnittlichen Höhe von 1097 m und einer höchsten Erhebung von 1589 m ist Bargème der höchstgelegene Ort des Départements Var. Die Gemeinde gehört zum Regionalen Naturpark Verdon.
Umgeben wird Bargème von den sechs Nachbargemeinden:
| Brenon           | La Martre                                   | La Bastide        |
| Comps-sur-Artuby | Kompassrose, die auf Nachbargemeinden zeigt | La Roque-Esclapon |
|                  | Seillans                                    |                   |

## Geschichte
Archäologische Befunde weisen auf Siedlungen von der Eisenzeit, aus der Grabstätten und Schmuck stammen, bis in die gallo-römische Epoche hin.
Im Jahr 814 erscheint der Ort erstmals urkundlich als Bergemulu, später, im Jahr 1026 als Bargema. Vom 14. bis ins 18. Jahrhundert stand der Ort unter der Herrschaft der Familien Pontevès und d’Agoult. Während der Hugenottenkriege wurden zahlreiche Mitglieder dieser Familien ermordet und ihr Herrschaftssitz zerstört.

## Sehenswürdigkeiten
Das Ortsbild wird von der Ruine der feudalen Burg Pontevès aus dem 13. Jahrhundert beherrscht, um die sich noch zahlreiche weitere Bauten aus hochmittelalterlicher Zeit gruppieren. 
- Die Porte de Garde, die Porte du Levant und erhaltene Teile der mittelalterlichen Ringmauer, einschließlich archäologischer Überreste sind seit 1992 als Monument historique eingeschrieben.
- Die Pfarrkirche Saint-Nicolas ist seit 1988 als Monument historique eingeschrieben.
- Die Pfarrkirche Saint-Laurent ist seit 1987 als Monument historique eingeschrieben.
- Die Kapelle Notre-Dame-des-Sept-Douleurs ist 1607 errichtet worden und seit 1988 als Monument historique eingeschrieben.

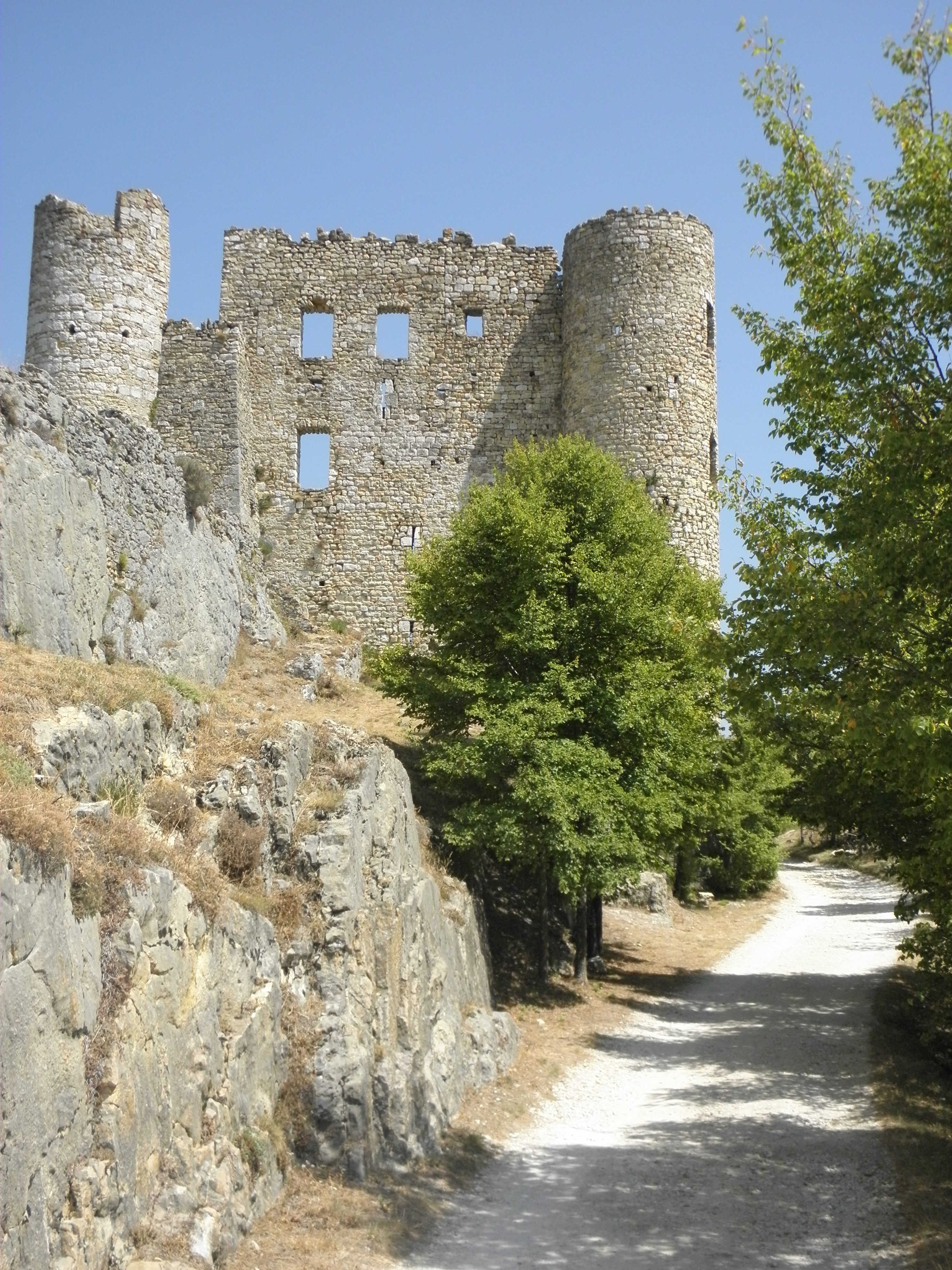
Teile der mittelalterlichen Ringmauer
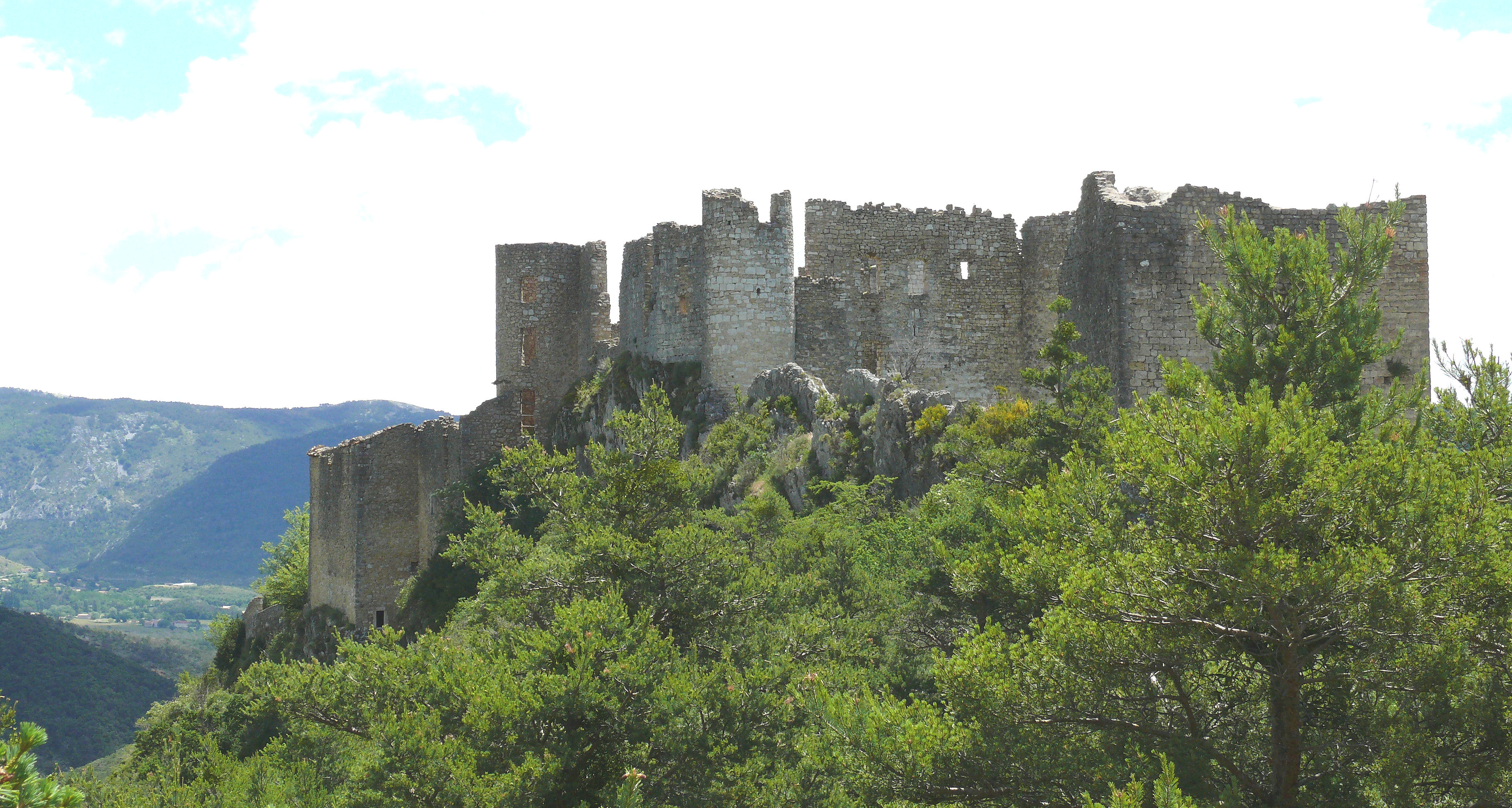
Burgruine
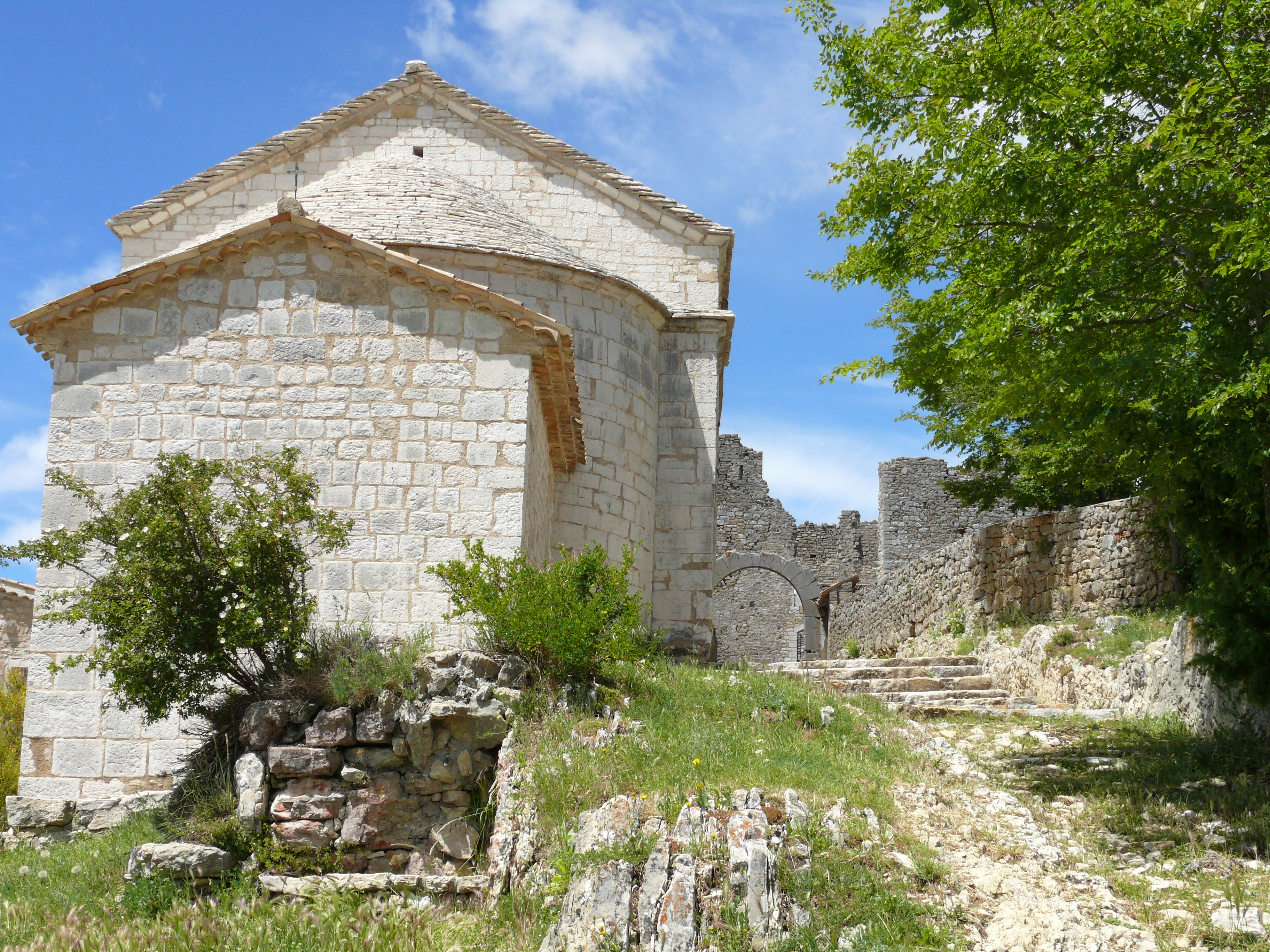
Pfarrkirche Saint-Nicola
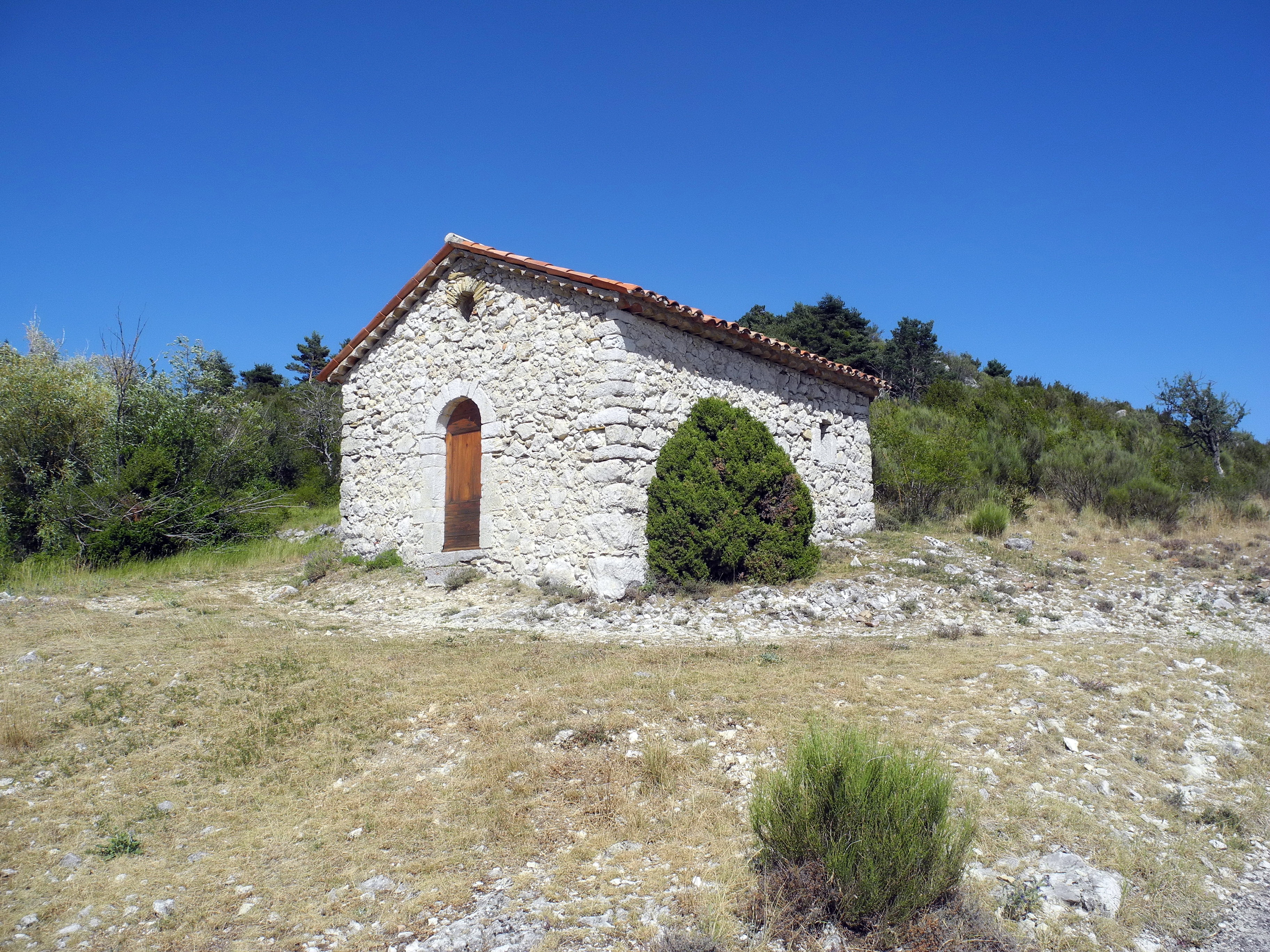
Pfarrkirche Saint-Laurent
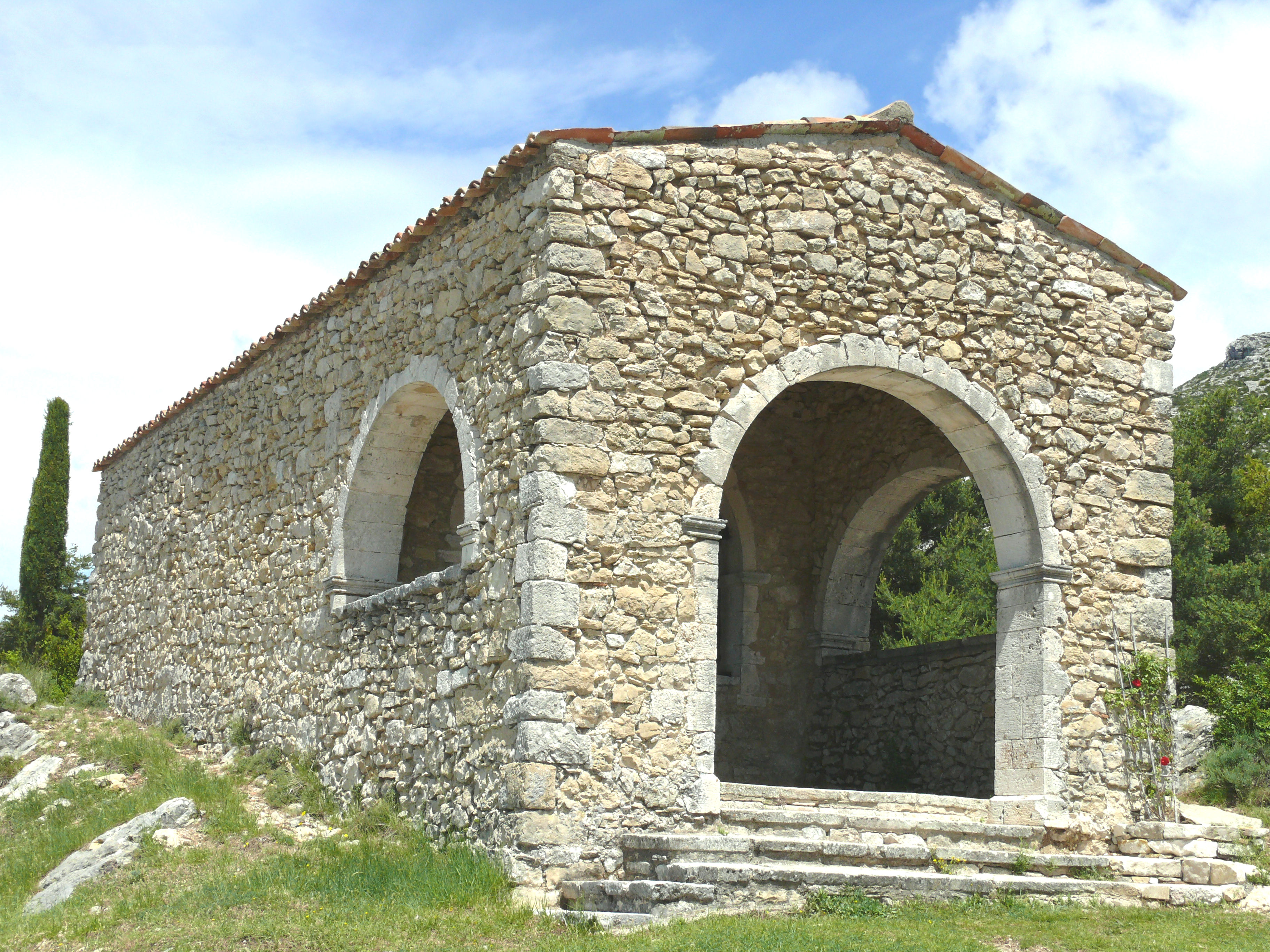
Kapelle Notre-Dame-des-Sept-Douleurs
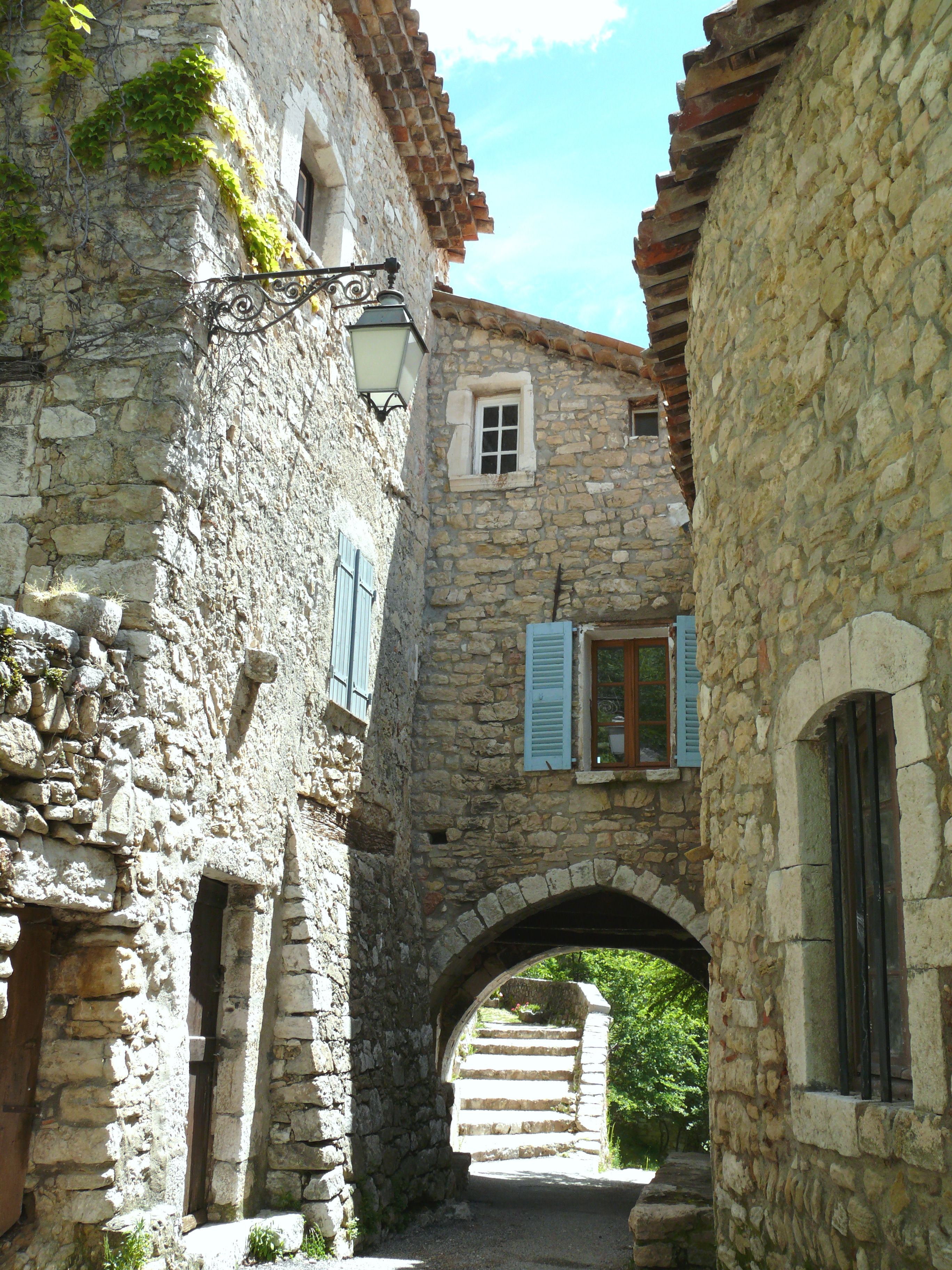
Hauptstraße

## Wirtschaft
Neben Tourismus ist die Landwirtschaft der bedeutendste Wirtschaftsfaktor. In Bargème werden Getreide, Lavendel, verschiedene Früchte und Viehfutter angebaut. Darüber hinaus wird Viehzucht betrieben, Käse produziert und Wald bewirtschaftet.